# Frank Fay
Frank Fay (* 17. November 1891 in San Francisco, Kalifornien als Francis Anthony Donner; † 25. September 1961 in Santa Monica, Kalifornien) war ein US-amerikanischer Schauspieler und Komiker. Er war zeitweise einer der beliebtesten Vaudeville-Entertainer der USA und war Star mehrerer Filmkomödien, machte aber auch immer wieder durch seine Eskapaden Schlagzeilen.

## Leben und Karriere

### Der Aufstieg zum Bühnenstar
Frank Fay, in eine irisch-katholische Familie geboren, stand bereits als Kind in Victor Herberts Operette Babes in Toyland auf der Bühne. Nach mäßig erfolgreichen Anfängen feierte er ab den späten 1910er-Jahren bedeutende Erfolge als Bühnenkomiker. Als Conférencier führte er jahrelang durch das Programm am New Yorker Palace Theatre, dem damals gefragtesten Vaudeville-Theater der USA. Manchmal entschieden Fays gelegentlich bissige Ansagen zu anderen Akteuren bereits darüber, wie deren Auftritte beim Publikum angenommen werden würden. In den 1920er-Jahren galt Fay als einer der größten und begabtesten Stars des Vaudevilles, er konnte für seine Auftritte bis zu 18.000 US-Dollar in der Woche verlangen.
Mit seinem Komikstil, der auf Interaktionen mit dem Publikum, perfektes Timing, scharfzüngige Sprüche und persönlichen Charme setzte, gilt er als einer der Pioniere der Stand-Up-Comedy. Fays Konzept, einfach in seinem Tuxedo auf die Bühne zu gehen und dort im Stehen Witziges zu erzählen, war damals revolutionär und weit weg von der damals üblichen Slapstick-Bühnenkomik. Damals selbstverständliche Gimmicks wie Bühnenrequisiten oder komische Kleidung waren bei ihm überflüssig. Bekannte Entertainer wie Jack Benny, Bob Hope, Milton Berle und Jack Paar benannten ihn als Einfluss auf ihre eigene Tätigkeit als Komiker.

### Hollywood und die Ehe mit Barbara Stanwyck
Mit dem Aufkommen des Tonfilms wurde Fay 1929 von Warner Brothers verpflichtet. Mit Hauptrollen in mehreren Komödien wurde er im Jahr 1930 kurzzeitig zum Filmstar. In den Filmen gab er oft den charmanten Liebhaber, der Witze über damals riskante Themen wie Sex oder Homosexualität machte. Seinen Bühnenerfolg konnte Fay allerdings nicht dauerhaft auf vergleichbare Weise in das Filmgeschäft transportieren. Nach dem Misserfolg seines Films A Fool’s Advice von 1932 blieb er in seinen späteren Kinoauftritten meistens auf Nebenrollen beschränkt.
Fay war dreimal verheiratet, wobei er einen großen Teil seiner heutigen Bekanntheit wohl seiner zweiten Ehe mit der späteren Filmikone Barbara Stanwyck verdankt. Als das Paar 1928 heiratete, war Fay bereits ein Theaterstar und die junge Schauspielerin Stanwyck deutlich weniger bekannt. Doch während der Ehe drehte sich dieses Verhältnis: Fay galt spätestens nach A Fool’s Advice als abgehalfteter Ex-Star, während Stanwyck zur gleichen Zeit ihren großen Durchbruch erlebte – auch dank Fay, durch dessen Vermittlung sie ihre erste gute Filmrolle in Ladies of Leisure erhielt. Stanwyck hielt öffentlich lange zu ihrem Mann und nannte sich gegenüber Reportern „Mrs. Frank Fay“, obwohl die Ehe von Fays Alkoholismus und seinen Gewaltausbrüchen geprägt war. Die turbulente Ehe war eine der Hauptinspirationen für den 1937 erschienenen Film Ein Stern geht auf (A Star is Born) mit Fredric March in der männlichen Hauptrolle des alkoholkranken Ex-Stars Norman Maine, der einige Charakterzüge von Fay hatte. Neuverfilmungen von A Star is Born in den Jahren 1954, 1976 und 2018 bewahrten bis in die Gegenwart die Popularität des Stoffes. Doch während in den Filmen die Ehe stets durch den Suizid der männlichen Hauptfigur beendet wird, ließen sich Stanwyck und Fay 1935 scheiden. Den Sorgerechtsstreit um den gemeinsamen Sohn, den sie 1932 adoptiert hatten, gewann Stanwyck.

### Spätes Leben
Nach seinem Scheitern in Hollywood wurde es ruhiger um Frank Fay, der sich einige Zeit weitgehend aus der Öffentlichkeit zurückzog. In der bei Monogram Pictures produzierten B-Movie-Kriegskomödie Spotlight Scandals war er 1943 mit Billy Gilbert in den Hauptrollen zu sehen, doch das erhoffte Comeback blieb aus. Ein solches gelang ihm hingegen am Broadway: Hier spielte er ab 1944 in der Erstproduktion von Mein Freund Harvey die Hauptrolle des Elwood P. Dowd, eines dem Alkohol zugeneigten Exzentrikers mit einem unsichtbaren Hasen als bestem Freund. Die Komödie wurde ein Hit und Fays letzter großer Erfolg. In der Verfilmung von 1950 übernahm nicht Fay, sondern James Stewart die Rolle des Elwood.
In die Schlagzeilen geriet Fay in dieser Zeit mit seinen Sympathien für den Faschismus. Zeitgenossen beschrieben ihn nicht nur als oftmals unfreundliche und schwer umgängliche Persönlichkeit, sondern auch als eingefleischten Rassisten und Antisemiten. So erinnerte sich sein jüdischer Komikerkollege Milton Berle, dass Fay ihn mehrfach wegen seiner Zugehörigkeit zum Judentum beleidigt hatte, woraufhin er Fay einmal mit einer Bühnenstange gehauen habe. Fay unterstützte auch amerikanische Nazi-Sympathisanten wie Charles Coughlin. Im Januar 1946 organisierte Fay am Madison Square Garden gemeinsam mit Franco-Unterstützern, Ku-Klux-Klan-Mitgliedern und der American Nazi Party eine Demonstration von über 10.000 Rechtsextremen unter dem Namen Friends of Frank Fay.
In seiner Heimatstadt San Francisco war er 1950 Hauptdarsteller einer selbstproduzierten Revue unter dem Namen If You Please. Im folgenden Jahr spielte er seine letzte Kinorolle als Heiratsschwindler in der Liebeskomödie Love Nest, an der auch die junge Marilyn Monroe mitwirkte. In den 1950er-Jahren gab es noch einige Fernsehauftritte, aber ansonsten wurde es ruhig um den alternden Komiker. Kurz vor seinem Tod wurde er wegen Depressionen und schlechter Physis für unzurechnungsfähig erklärt. Er starb 69-jährig in einem Krankenhaus in Santa Monica an einer gerissenen Aorta.
Auf dem Hollywood Walk of Fame erinnern zwei Sterne in den Kategorien Film und Radio an Frank Fay.

## Filmografie
- 1922: Wicklow Gold (Kurzfilm)
- 1929: The Show of Shows (auch Drehbuchautor)
- 1930: Under a Texas Moon
- 1930: The Matrimonial Bed
- 1930: Bright Lights
- 1931: Juwelenraub in Hollywood (The Stolen Jools, Kurzfilm)
- 1931: God’s Gift to Women
- 1931: Stout Hearts and Willing Hands (Kurzfilm)
- 1932: A Fool’s Advice (auch Drehbuchautor und Produzent)
- 1935: Stars Over Broadway
- 1937: Denen ist nichts heilig (Nothing Sacred)
- 1940: I Want a Divorce
- 1940: They Knew What They Wanted
- 1943: Spotlight Scandals
- 1951: Love Nest
- 1955: Screen Directors Playhouse (Fernsehserie, Folge 1x09)